# Spoorlijn Kempen - Kaldenkirchen
De Spoorlijn Kempen - Kaldenkirchen was een Duitse spoorlijn tussen Kempen en Kaldenkerken en als spoorlijn 2512 onder beheer van DB Netze.

## Geschiedenis
Het traject werd door de Rheinischen Eisenbahn-Gesellschaft geopend op 23 december 1867. In 1982 is de lijn gesloten en vervolgens opgebroken.

## Aansluitingen
In de volgende plaatsen was er een aansluiting op de volgende spoorlijnen:
Kempen
DB 2610, spoorlijn tussen Keulen en Kranenburg
lijn tussen Süchteln en Hüls
Grefrath (b Krefeld)
lijn tussen Grefrath en Süchtelnvorst
Kaldenkirchen
DB 2510, spoorlijn tussen Viersen en Venlo